# Lontano, lontano
Lontano, lontano è una canzone scritta dal cantautore Luigi Tenco,  il brano, con l'arrangiamento di Ruggero Cini e con l'accompagnamento dei Cantori moderni di Alessandroni, fu inciso per la RCA Italiana nell'aprile 1966 come Lato A nel 45 giri Lontano, lontano/Ognuno è libero e fu inserito nell'LP Tenco.
Il brano partecipò al festival musicale Un disco per l'estate del 1966 dove arrivò all'ultimo posto in classifica. Lontano, lontano è indubbiamente ancora oggi uno tra i pezzi più noti di Luigi Tenco, è il brano più venduto in assoluto nell’intera carriera discografica dell’artista e diventa un classico.

## Significato
La canzone parla dell’amore perduto, ma anche della speranza, il ricordo fa rimanere per sempre nell’anima di chi si è amato.

## Altre versioni
- 1971, Nicola Di Bari nel suo LP Nicola Di Bari canta Luigi Tenco
- 1980, Ornella Vanoni in Oggi le canto così, vol.2 Paoli e Tenco
- 1994, Roberto Vecchioni nell'album tributo Quando...
- 1995, Gianna Nannini nell'album Dispetto
- 2000, Renato Zero nella raccolta Tutti gli Zeri del mondo
- 2001, Renato Sellani nell'album Per Luigi Tenco
- 2006, Claudio Baglioni nell'album Quelli degli altri tutti qui
- 2008, Yvon Chateigner nell’album L'amore l'amore
- 2015, Francesco Guccini nella raccolta Se io avessi previsto tutto questo. La strada, gli amici, le canzoni
- 2020, Ginevra Di Marco nell'album Quello che conta - Ginevra canta Luigi Tenco
- 2024, Ron come singolo disponibile in streaming

in spagnolo
- 1966, L'autore ne fece una versione in spagnolo con il titolo Lejano, Lejano che fu incisa da Victor Manuel.

in francese
- 1967, Dalida ne incise una versione con il titolo Loins dans les temps (testo di Yolanda Gigliotti)

in inglese
- 1988, Steven Brown tradusse il testo in inglese e incise una sua versione nell'LP Brown Plays Tenco: Le Canzoni di Luigi Tenco.